# Tomosvaryella hissarica
Tomosvaryella hissarica är en tvåvingeart som beskrevs av Kuznetzov 1993. Tomosvaryella hissarica ingår i släktet Tomosvaryella och familjen ögonflugor. Inga underarter finns listade i Catalogue of Life.